# Beaumont, Haute-Loire

Beaumont este o comună în departamentul Haute-Loire, Franța. În 2009 avea o populație de 271 de locuitori.